# زكرياء الغفولي
زكرياء الغفولي (بالفرنسية: Zakaria Ghafouli)‏ (مواليد 2 يوليو 1984 في سلا) هو مغني مغربي بزغ نجمه خلال مشاركته في الدورة السابعة من برنامج ستوديو دوزيم في عام 2010، وعلى وجه الخصوص عند مشاركته في برنامج ذا وينر إز... على تلفزيون دبي في عام 2013.

## السيرة الذاتية
بدأ حب زكرياء للموسيقى وهو في السادسة من عمره، عبر بوابة الإنشاد الديني وغناء الموشحات، ونمت هذه الموهبة من خلال تشجيع عائلته وخاصة خاله الذي كان مغنياً محترفاً، حيث تربى زكرياء على موسيقى وأغاني رواد الأغنية المغربية والعربية، ومنهم: عبد الهادي بلخياط، عبد الوهاب الدكالي، نعيمة سميح، محمد الحياني، محمد فويتح، أم كلثوم ومحمد عبد الوهاب.
في عام 2004، حصل على شهادة البكالوريا بأعلى معدل في جهة الرباط سلا زمور زعير، ثم انتقل إلى المعهد العالي للتجارة وإدارة المقاولات لإكمال دراسته العليا، حيث حصل على شهادة الماجستير. وقد اشتغل زكرياء كمحلل مالي بإحدى الشركات، إلا أن حبه وعشقه للفن جعله يقدم استقالته لاستكمال حلمه ومسيرته في الميدان الفني.

## المسار الفني
في عام 2010، ظهر زكرياء كأحد المُشاركين في الدورة السابعة من برنامج ستوديو دوزيم، حيث حظي بثقة لجنة التحكيم، لتنتج له القناة الثانية أول أغنية منفردة بعنوان لا متقوليش، ثم أغنية الغالي، وهي أول أغنية مصورة له.
في عام 2013، شق طريقه إلى الوطن العربي بعد أن قرر المُشاركة في برنامج ذا وينر إز... الذي يُعرض على تلفزيون دبي، حيث استطاع اكتساب شهرة واسعة بعد وصوله إلى المرحلة النهائية كممثل وحيد للمغرب ضمن ثلاثة مشاركين آخرين. وقد حاز على تصويت كل من الفنانة الإماراتية أحلام الشامسي والفنان حسين الجسمي، اللذان منحاه شهادتهما في حقه كواحد من أهم وأجمل الأصوات التي مرت بالبرنامج وأفضلها والتي شرفت المغرب والمغرب العربي، وهي المشاركة التي حصل من خلالها على مبلغ 250.000 دولار.
في مايو 2017، كشف النقاب عن أغنيته المصورة زيد فالمزيكا.
في أكتوبر 2017، أطلق مطالعاش، وهو عنوان أغنية من ألحانه وتوزيع رشيد محمد علي. وشهد المقطع، الذي تم تصويره بإشراف ادريس سبيل، مشاركة عدد من المشاهير مثل المنشط الإذاعي محمد بوصفيحة الملقب بـ«مومو» والمصور خالد شريف.
في فبراير 2018، أزال الستار عن أغنيته حبينو التي مزج فيها بين الثقافة الأمازيغية والأغنية العصرية، والتي حققت أزيد من 30 مليون مشاهدة على منصة يوتيوب في أقل من 30 يوماً.
في السنوات اللاحقة، شارك في عدد من المهرجانات الوطنية كمهرجان موازين (2018)، مهرجان تيميتار (2019) ومهرجان الموسيقى الروحية (2019).
في يونيو 2020، أطلق أغنية أويد ياوا. ليكشف بعد شهر من ذلك عن خمسة دالصباح، بأسلوب يمزج بين فن كناوة والراي. وتُعتبر هذه الأخيرة الأغنية الرابعة من ألبومه زكرياء الغفولي 2020.
في مايو 2021، أطلق أغنية شوف زمان بالتعاون مع الفنانة المغربية دنيا بوتازوت. · 

## ديسكوغرافيا
- 2011 : الغالي
- 2014 : لواه لواه
- 2016 : جبت الربحة
- 2016 : زيد فالمزيكا
- 2017 : الحب زوين
- 2017 : شوفو مالي
- 2017 : مطالعاش
- 2017 : ديما ماروك
- 2017 : شكامة
- 2018 : حبينو
- 2018 : جاية ندمانة
- 2019 : باهرة باهرة
- 2019 : تغيب وتبان
- 2019 : لا تكبر الشان
- 2019 : ضارني قلبي
- 2020 : السر المدفون
- 2020 : أويد ياوا
- 2020 : الخمسة دالصباح
- 2020 : علموني
- 2020 : الليلة يا ليلى
- 2021 : أنا مزاوك فيك
- 2021 : شوف زمان
- 2021 : سيدي مولاي